# Колумбийский референдум по мирному соглашению (2016)
Колумбийский референдум по мирному соглашению прошёл 2 октября 2016 года. Референдум должен был ратифицировать мирное соглашение, достигнутое между правительством Колумбии и повстанческой группировкой ФАРК. В результате соглашение было отвергнуто избирателями при 50,2 % голосов «против» и 49,8 % «за» соглашение.

## Вопрос
На референдум был вынесен следующий вопрос::
«¿Apoya el acuerdo final para terminación del conflicto y construcción de una paz estable y duradera?» 
«Поддерживаете ли Вы окончательное соглашение о завершении конфликта и строительстве стабильного и продолжительного мира?»

## Контекст
Целью референдума было выражение мнения граждан по поводу соглашения, достигнутого правительством Колумбии с организацией ФАРК и подписанного двумя сторонами в Гаване (Куба) 25 августа 2016 года. Соглашение включало аграрную реформу, политическое урегулирование, двустороннее перемирие, разрешение проблемы наркотрафика, а также механизмы начала этих программ и контроля за их исполнением.
18 июля 2016 года Конституционный суд одобрил проведение референдума для подтверждения мирного соглашения. Бюллетень референдума включал единственный вопрос об одобрении или несогласии с подписанным мирным соглашением.
Для одобрения соглашения количество голосов «За» должно было быть не менее 13 % от общего количества избирателей (то есть 4 396 626 голосов из 34 899 945 зарегистрированных избирателей) и превысить количество голосов «Против».

## Кампания

### За

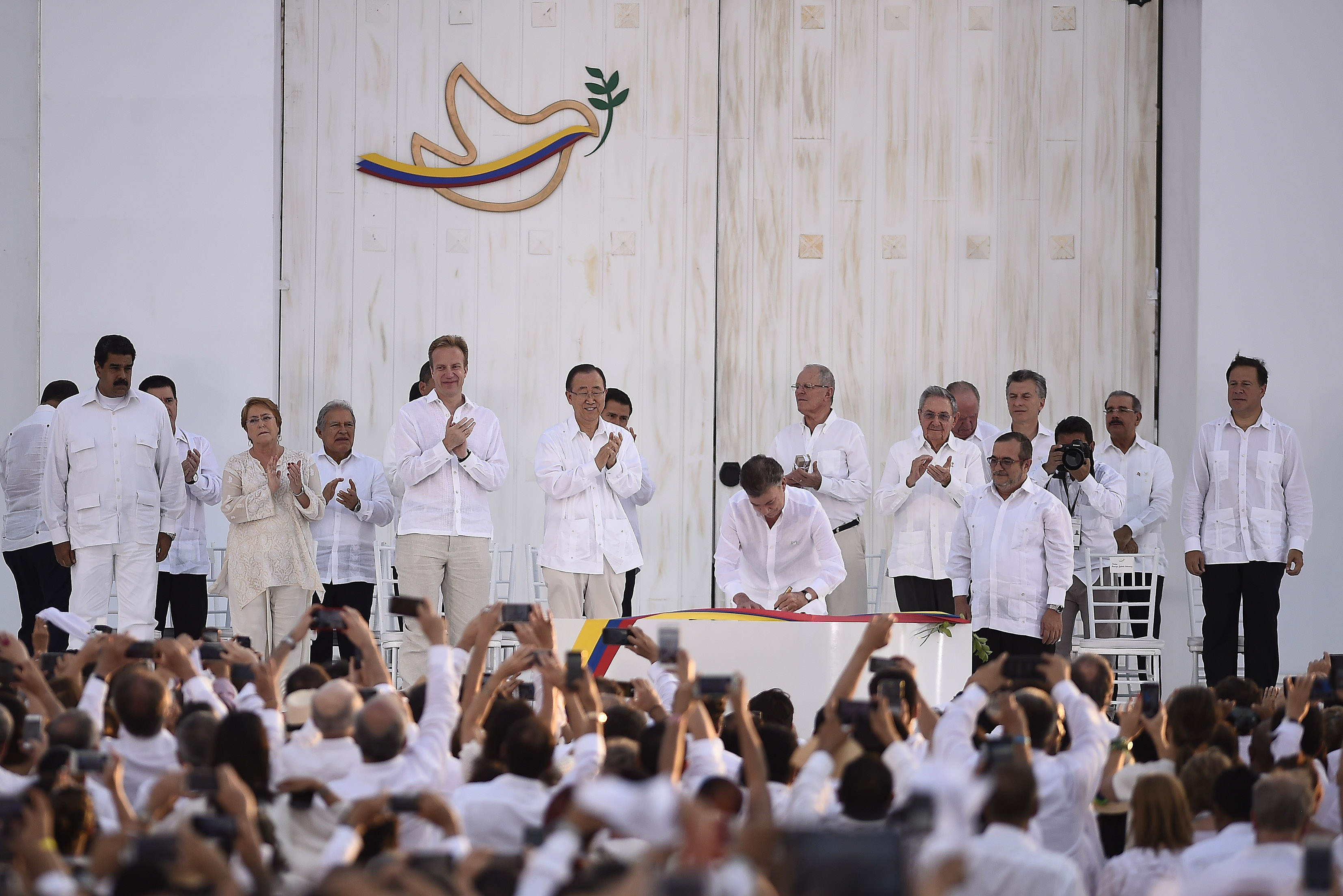
Подписание мирного соглашения между президентом Колумбии Хуаном Мануэлем Сантосом и лидером ФАРК Тимолеоном Хименесом в Картахене 26 сентября 2016 года

Президент Колумбии Хуан Мануэль Сантос был инициатором мирных соглашений и выступал за их одобрение. Кампания за одобрение соглашения получила поддержку многих представителей всего политического спектра. Кампанию поддержали следующие партии: Альтернативный демократический союз, Социальная партия национального единства, Радикальная перемена, Независимое движение абсолютного обновления, Движение автохтонский социальный альянс, Зелёная партия, Консервативная партия и Либеральная партия.

### Против
Основным противником соглашения был бывший президент Колумбии Альваро Урибе, который построил свою политическую карьеру, включая оба свои президентских срока, на обещании сдерживании повстанческих групп в стране и был критиком Сантоса с момента, когда последний начал переговоры с ФАРК. Урибе также поддержали влиятельные члены партии Демократический центр. Партия заявила, что при исполнении соглашения повстанцы избегут тюремного заключения и автоматически получат 10 мест в Конгрессе, соглашение легализует наркотрафик, а также то, что в целом в переговорах Сантос вышел за пределы Конституции.
Бывший генеральный прокурор Алехандро Ордонез опасался, что соглашение легитимизирует насилие в стране.

## Результаты

Голосование колумбийцев за границей (Колумбия показана жёлтым цветом)